# La Force de vaincre
Pour plus de détails, voir Fiche technique et Distribution.
La Force de vaincre (Tough Enough) est un film américain réalisé par Richard Fleischer, sorti en 1983.

## Fiche technique
- Titre original : Tough Enough
- Titre français : La Force de vaincre
- Réalisation : Richard Fleischer
- Scénario : John Leone
- Photographie : James A. Contner
- Pays d'origine : États-Unis
- Date de sortie : 1983

## Distribution
- Dennis Quaid : Art Long
- Carlene Watkins : Caroline Long
- Stan Shaw : P.T. Coolidge
- Pam Grier : Myra
- Warren Oates : James Neese
- Bruce McGill : Tony Fallon
- Wilford Brimley : Bill Long
- Fran Ryan : Gert Long
- Big John Hamilton : « Big John »